# 交響曲第4番 (ヴォーン・ウィリアムズ)
交響曲第4番 ヘ短調は、レイフ・ヴォーン・ウィリアムズが1931年から1934年にかけて作曲した交響曲。前3作はいずれも標題交響曲であり、標題のない交響曲はこれが最初となる。
初演は1935年4月10日、エイドリアン・ボールト指揮のBBC交響楽団によって行われた。聴衆の多くは、前作と異なる大胆な不協和音や厳しく激しい音楽に当惑したという。
友人である作曲家アーノルド・バックスに献呈されている。

## 楽器編成
トランペットを除き、3管編成となっている。
フルート3（2番フルートはピッコロ持ち替え）、オーボエ2、コーラングレ（3番オーボエに持ち替え）、クラリネット2、バスクラリネット、ファゴット2、コントラファゴット、ホルン4、トランペット2、トロンボーン3、チューバ、ティンパニ、小太鼓、トライアングル、大太鼓、シンバル、弦五部。
ただし、以下のパートは省略が可能である。その際には、他パートの奏者がそのパート譜に書かれた影符を演奏する。
- 3番フルート、2番オーボエ、バスクラリネット、コントラファゴット

## 楽曲構成
4楽章からなる。全曲で約35分。以下の2つの動機が全曲を通じて使用される。
- 半音下降を2つ組み合わせた基本動機（BACH主題を移調し後半2音を半音下げたもの）：

- 4度上昇による動機：

レナード・バーンスタインは、ヤング・ピープルズ・コンサートにて、本曲を構成する短二度の音程に焦点をあてたアナリーゼを披露した。

### 第1楽章　アレグロ
ソナタ形式。不協和音を伴ったトゥッティによる第1主題は半音階的で、派生するように基本動機と4度上昇の動機が現れて強調される。第2主題は幾分テンポを落とし、弦楽器によって情熱的に歌われる。小結尾の主題は提示部では動きのある低音を伴って狂騒的であるが、再現部では弱奏による神秘的な響きに変貌し、そのまま消え入るように楽章を終える。

### 第2楽章　アンダンテ・モデラート
4度上昇の動機を用いた、管楽器による不安なコラールの序奏で開始する。主題はピチカートの低弦を伴ったヴァイオリンの旋律に始まり、次第に多声的になっていく。序奏のコラールを伴った頂点を二度作り上げた後、再現される主題は徐々に鎮まって行く。終結部では、弱音器つきトロンボーンが基本動機を奏でる中、フルートが空虚なカデンツァに移行して、楽章を締めくくる。

### 第3楽章スケルツォアレグロ・モルト
A－B－A－B－コーダの形式。Aの主題は、4度上昇の動機を含む旋律と、基本動機の応答とで構成される。Bはファゴットとチューバから始まる伸びやかなフガートで、やはり4度上昇の動機で構成される。極端に短縮された二度目のBの後、コーダとなり、静かに蠢く低音の上に過去の楽章の旋律が再現、さらに基本動機が勢いを増していったところで次の楽章へ切れ目なく移行する。

### 第4楽章　アレグロ・モルト
三部形式に、フガートによるコーダが続く構成。主部は開放的な主題で始まり、行進曲のリズムに乗って基本動機の変形が出現するようになる。中間部では第1楽章と第3楽章の終結部が再現する。コーダは基本動機を展開するフガートで、4度の動機や主部の主題が対旋律として出現する。その頂点で第1楽章の冒頭が再現すると、4度上昇動機に導かれた不協和音を叩きつけるように終結する。